# Aleksiej Lichaczow
Aleksiej Lichaczow ros. Алексей Евгеньевич Лихачёв (ur. 23 grudnia 1962 w Sarowie) – rosyjski działacz państwowy, dyrektor generalny Państwowej Korporacji Energii Atomowej „Rosatom” od 2016.
W 1985 ukończył studia radiofizyczne na Gorkowskim Uniwersytecie Państwowym, w 1998 – wydział ekonomii Niżnonowogrodzkiego Uniwersytetu Państwowego. Doktor nauk ekonomicznych.
W latach 1985–1987 był inżynierem w Gorkowskim Naukowo-Badawczym Instytucie Budowy Maszyn; w latach 1987–1988 był sekretarzem komitetu Komsomołu w tym instytucie, następnie w latach 1988–1992 drugim sekretarzem, pierwszym sekretarzem, sekretarzem Komitetu Miejskiego Komsomołu w Gorki.
W latach 1992–2000 kierował kompanią „Albo”, zajmującą się ubezpieczeniami społeczno-przemysłowymi.
W latach 2000–2007 – deputowany Dumy Państwowej, zastępca przewodniczącego komisji polityki gospodarczej, przedsiębiorczości i turystyki. W latach 2007–2008 był doradcą Ministra Rozwoju Gospodarczego, w latach 2008–2010 – dyrektor Skonsolidowanego Departamentu Analiz i Regulacji Zagranicznej Działalności Gospodarczej Ministerstwa. W 2010 został mianowany wiceministrem, w lutym 2015 pierwszym wiceministrem rozwoju gospodarczego.
5 października 2016 dekretem prezydenta Federacji Rosyjskiej został mianowany dyrektorem generalnym Państwowej Korporacji Energii Atomowej „Rosatom”.
Odznaczony Orderem „Za zasługi dla Ojczyzny” IV stopnia (2020), Orderem Honoru (2015), Orderem Przyjaźni (2010), Honorowym Dyplomem Prezydenta Federacji Rosyjskiej (2013). W 2023 został honorowym obywatelem Niżnego Nowogrodu.